# Gennadi Iwanowitsch Bucharin
Gennadi Iwanowitsch Bucharin (russisch Геннадий Иванович Бухарин; * 16. März 1929 in Rybnaja Sloboda; † 3. November 2020) war ein sowjetischer Kanute aus Russland.

## Erfolge
Gennadi Bucharin nahm bei den Olympischen Spielen 1956 in Melbourne in zwei Wettbewerben im Einer-Canadier teil. Über 1000 Meter umfasste das Teilnehmerfeld neun Starter, sodass lediglich ein Finale ausgetragen wurde. Nach 5:12,7 Minuten beendete er dieses auf dem dritten Platz hinter dem siegreichen Rumänen Leon Rotman und István Hernek aus Ungarn, die beide über sechs bzw. sieben Sekunden schneller waren als Bucharin. Auf der 10.000-Meter-Strecke gingen ebenfalls nur neun Kanuten an den Start. Bucharin sicherte sich in diesem Rennen seine zweite Bronzemedaille, als er nach 57:14,5 Minuten als Dritter die Ziellinie überquerte. Nur Leon Rotman, der eine halbe Minute, und der Ungar János Parti, der 3,5 Sekunden vor Bucharin ins Ziel kam, waren schneller gewesen.
Weitere Medaillen im Einer-Canadier sicherte sich Bucharin bei Welt- und Europameisterschaften. 1957 gewann er in Gent bei den Europameisterschaften sowohl über 1000 Meter als auch über 10.000 Meter die Silbermedaille und wiederholte diesen Erfolg auf der 10.000-Meter-Strecke auch 1959 in Duisburg. Dazwischen wurde er 1958 in Prag auf der 1000-Meter- und auf der 10.000-Meter-Distanz jeweils Weltmeister.
Auf nationaler Ebene sicherte sich Bucharin im Einer-Canadier vier Titel über 10.000 Meter sowohl einen mit der 4-mal-500-Meter-Staffel. In den 1960er-Jahren beendete er seine Karriere und wurde Kanutrainer. Unter anderem war er neun Jahre lang Nationaltrainer beim bulgarischen Verband.